# Болиголов плямистий

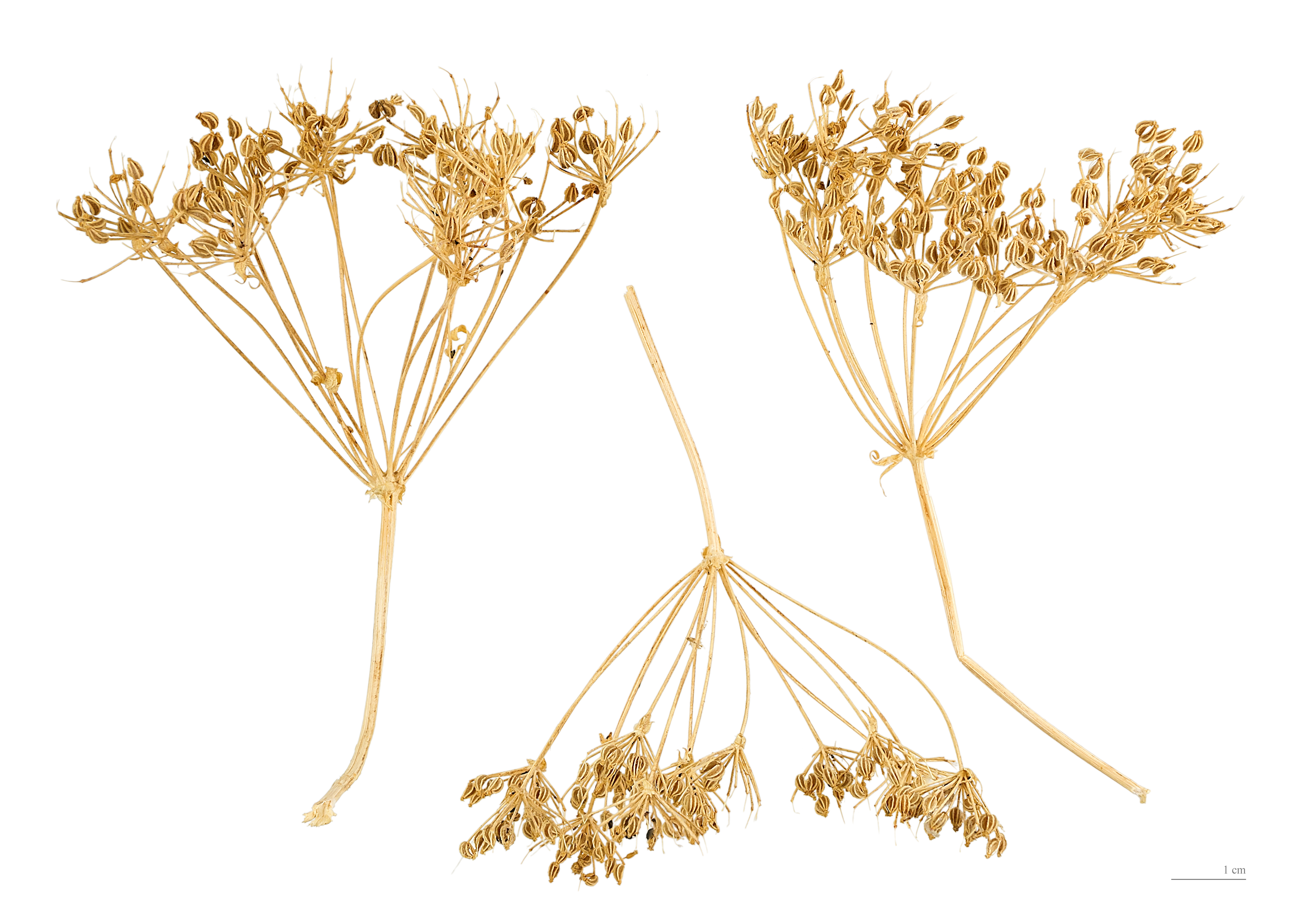
Conium maculatum

Болиголо́в плями́стий (Conium maculatum) — отруйна рослина роду болиголов. Може також використовуватися як лікарська рослина.

## Народні назви
Блекіт, буглав, бугила, дегтярка, свиняча вош, свистульник, свистуля, сикавка, болиголова.

## Морфологічна характеристика
Дворічна трав'яниста рослина. На першому році надземна частина болиголова складається тільки з пучків прикореневих листків. Стебло гіллясте, борозенчасте, цілком голе, виростає на другий рік, буває заввишки понад 3 м. Листки голі, перисті, на довгих черешках, з невеликими піхвами; листочки яйцювато-овальні, розсічені. Квітки білі. Цвіте в травні-вересні. Медовий запах квіток приваблює бджіл, але нектар і пилок отруйні для них. Через отруйність рослини її рекомендовано знищувати.

## Екологічна приуроченість
Росте як бур'ян у садах, на городах, по чагарниках, біля шляхів.

## Болиголов у легендах
Раніше траву болиголова використовували для отруєння засуджених. Згідно з даними грецького філософа Платона, Сократа отруїли болиголовом.

## Медичне застосування
З лікувальною метою використовується трава (лат. Herba conii maculati). Вона містить в собі алкалоїди: коніїн, 7-коніцеїн, конгідрин, псевдоконгідрин, н-метилконіїн. Найважливіший з них коніїн. Також містить кверцетин (належить до групи вітамну вітамін P) і кемпферол.